# Walkmühle Wissen
Die Walkmühle Wissen war eine an der Niers gelegene Wassermühle in der Gemeinde Weeze mit unterschlächtigem Wasserrad.

## Geographie
Die Walkmühle Wissen hat ihren Standort an der rechten Seite der Niers, an Schloss Wissen gelegen, in der Gemeinde Weeze, Kreis Kleve, in Nordrhein-Westfalen.
Die Niers hat hier eine Höhe von ca. 19 m über NN. Die Pflege und Unterhaltung des Gewässers obliegt dem Niersverband, der in Viersen seinen Sitz hat.

## Geschichte
Schloss Wissen wurde erstmals im Jahre 1316 erwähnt. Haus und Gut Wissen erscheinen im Jahre 1372 als Besitz des Gocher Amtmannes Heinrich von der Straten, als  Graf Adolf von Kleve einen Schutzbrief für das Kirchspiel Weeze und das Haus zu Wissen ausstellte.  Die erste Mühle wurde 1437 urkundlich erwähnt, als dem Johann von der Straten, Sohn des Heinrich von der Straten, die Mühle als Lehen vom begüterten Xantener Viktorstiftes übertragen wurde. 1461 verkaufte die Familie von der Straten das gesamte Anwesen an die Familie von Loe, in deren Besitz es noch heute ist.
Nach 1437 entwickelt sich neben dem Schloss eine wahre Mühlenwirtschaft. So entstanden unmittelbar an der Niers oder an den Wassergräben (auch Gräften genannt) des Schlosses vier Mühlen. Diese waren neben der Schlossmühle Wissen, die Ölmühle Wissen, die Sägemühle Wissen und die Walkmühle Wissen. Die Wasserversorgung der Grabenanlagen regelt ein Stauwehr, oberhalb des Schlosses, an der Niers.
Die Walkmühle Wissen war die vierte Mühle im Bunde der Wissener Mühlen. Sie stand an einem Graben, südwestlich vom Schloss, auf der rechten Seite der Niers. 1805 war die Mühle noch auf der Karte des preußischen Generalmajors Karl Ludwig von Le Coq zu finden.

## Galerie

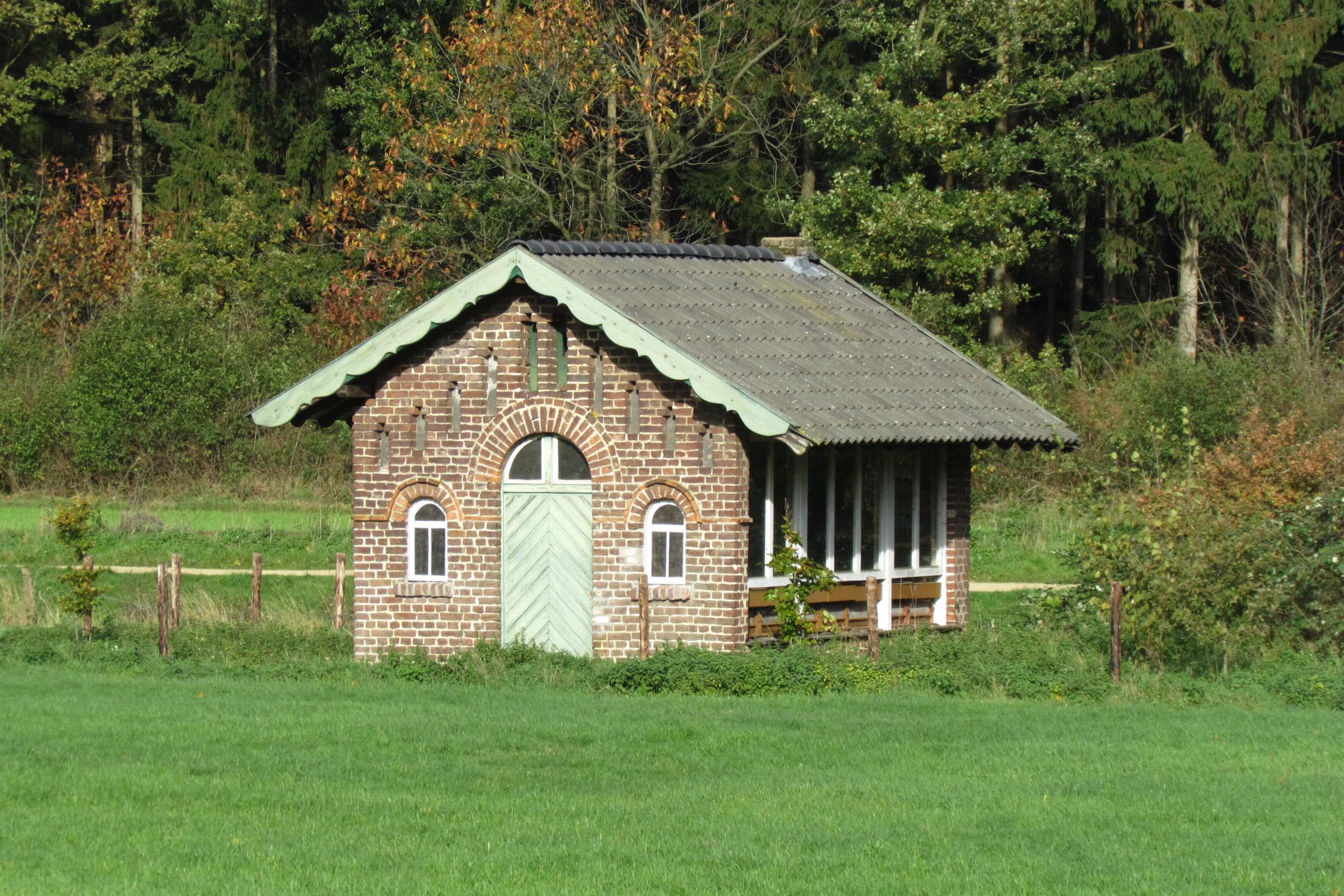
Historisches Gebäude an Schloss Wissen
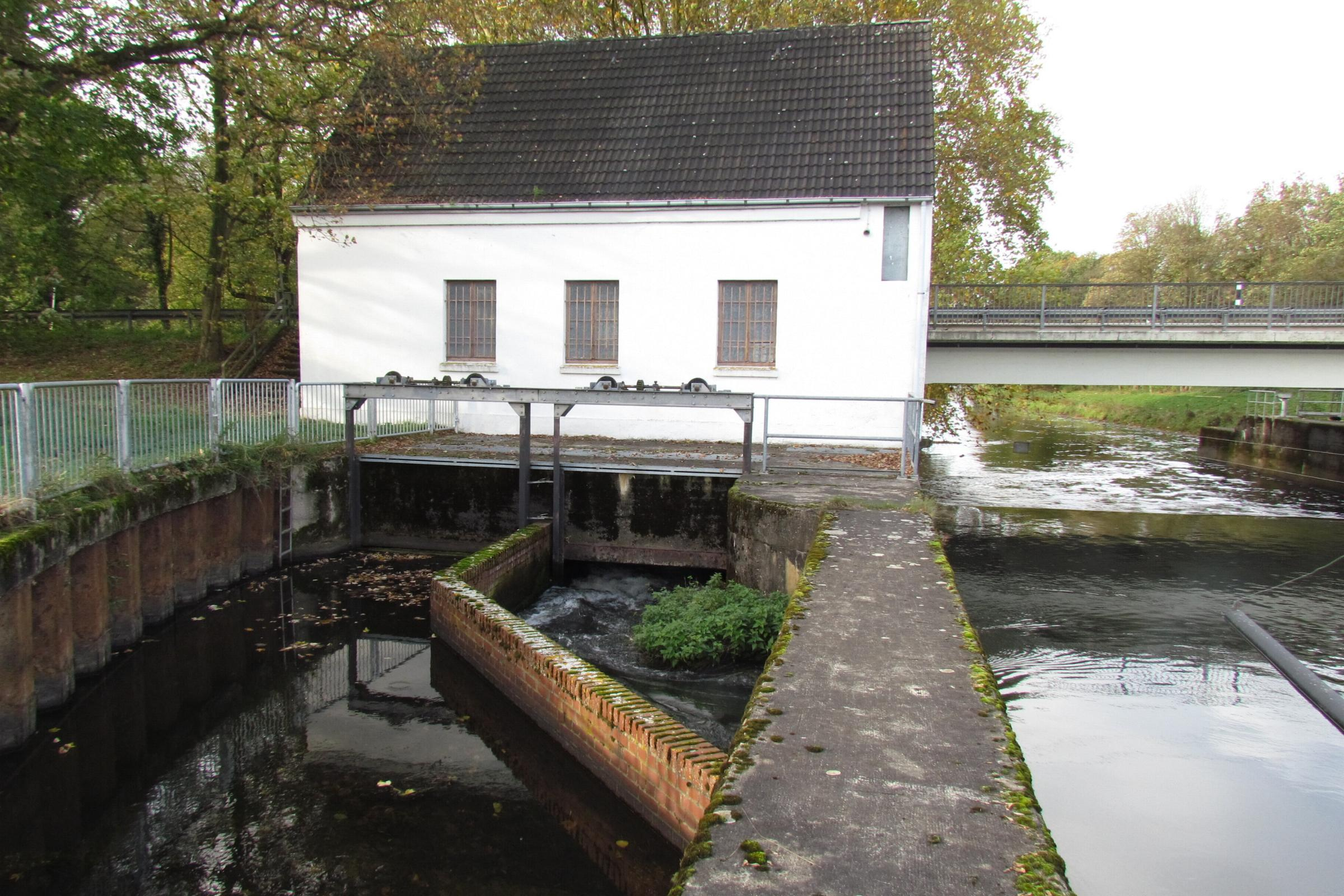
Stauwehr an der Niers
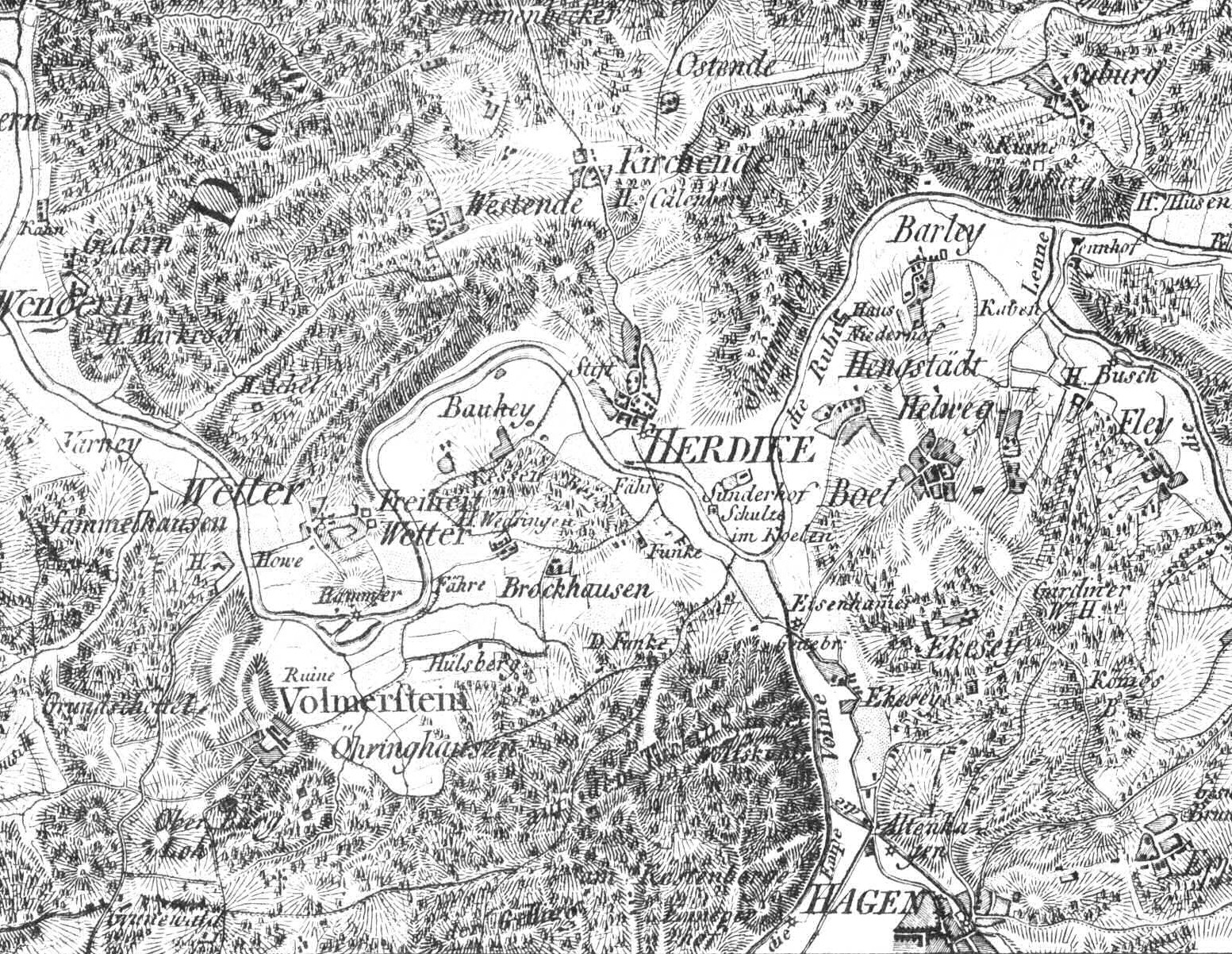
Karte Herdecke von Generalmajor v. Le Coq
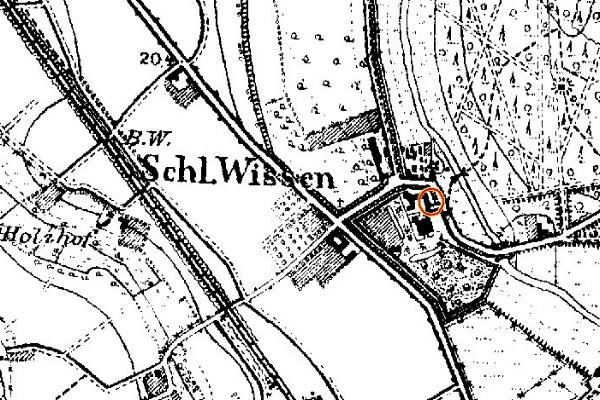
Walkmühle Wissen auf der Neuaufnahme 1892
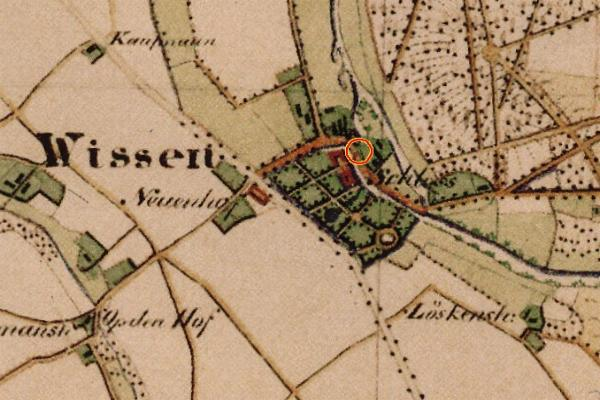
Walkmühle Wissen auf der Urkatasterkarte 1843
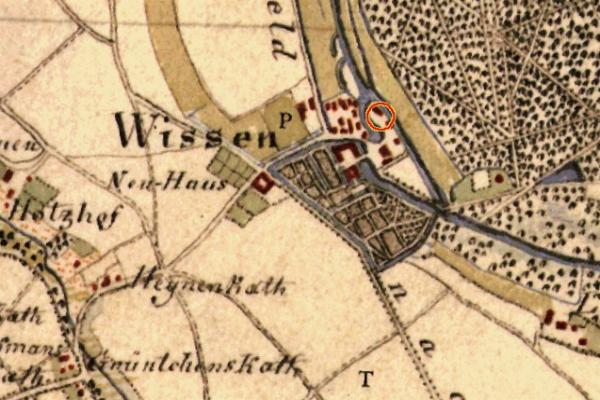
Walkmühle Wissen auf der Tranchotkarte 1802/04